# West Lynn (Norfolk)

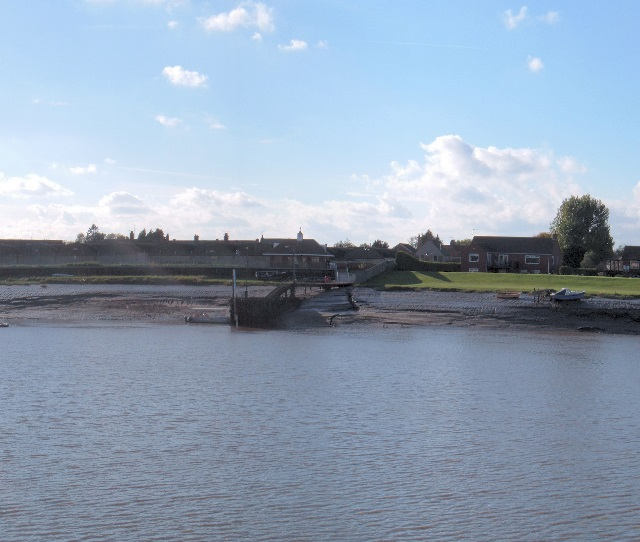
Fähranleger am Westufer des Great Ouse

West Lynn ist ein Stadtteil von King’s Lynn in Norfolk. Die Innenstadt erreicht man entweder mit der Fähre oder, mit einem Umweg von etwa vier Kilometern, über die Straße. West Lynn war früher als eigenständige Civil parish organisiert, die ab 1894 die einzige im King’s Lynn Rural District war. 1935 wurde das Gebiet aufgeteilt. Während der ländliche Raum dem Borough of King’s Lynn zufiel, wurde der Rest dem Ort Clenchwarton zugerechnet. Heute umfasst der Stadtteil vor allem ersteren Teil und gehört zum Verwaltungsbezirk King’s Lynn and West Norfolk. In West Lynn befindet sich eine Grundschule.

## Fähre
West Lynn ist mittels einer Passagierfähre mit dem Stadtzentrum von King’s Lynn verbunden. Diese besteht seit 1285 und gehört damit zu den ältesten Fährverbindungen in England. Die von der Firma S.N. Kingston Marine Services betriebene Fähre verkehrt von Montag bis Samstag zwischen 6.45 Uhr und 9.00 Uhr und zwischen 17.00 Uhr und 18.30 Uhr, jeweils zwei Mal in der Stunde. Im Jahr 2011 wurden so 85.000 Passagiere transportiert.